# Долина хероја
|  | Овај чланак је део чланка о Споменицима посвећеним Народноослободилачкој борби 1941—1945. |

Долина хероја је назив меморијалног комплекса, који се налази у близини села Тјентишта, у националном парку „Сутјеска“. Овај комплекс посвећен је бици на Сутјесци, која се одиграла од 15. маја до 15. јуна 1943. године, а свечано је отворен 1974. године.
Меморијални комплекс „Долину хероја“ сачињавају:
- Монументални споменик погинулим партизанским борцима, постављен 1971. године рад вајара Миодрага Живковића (испред споменика се налази костурница у којој је сахрањен 3301 борац)
- Спомен кућа битке на Сутјесци, грађена од 1964. до 1971. године, рад архитекте Ранка Радовића. Унутрашњост спомен-дома је у периоду од 1971. до 1974. године, осликана фрескама, по ликовном концепту сликара Крсте Хегедушића, а по идеји историчара др Душана Пленче
- и још 79 обележја, међу којима се истичу:
  - Гроб Саве Ковачевића на Крековима
  - Гроб Нурије Поздерца на Драгош Седлу
  - место рањавања Јосипа Броза Тита на Озрену
  - спомен-обележје Другој далматинској ударној бригади на Доњим Барама
  - споменик Четвртој пролетерској црногорској ударној бригади на Љубином гробу
  - спомен-обележје погибије Ивана Горана Ковачића и др Симе Милошевића код Врбнице
- Такође део комплекса су сачињавали и
  - Омладински центар са Домом младих
  - Спортски рекреативни центар са вештачким језером и теренима
  - хотели „Сутјеска“ и „Младост“

У изградњи меморијалног комплекса током седамдесетих година, а и касније све до распада СФРЈ, активно је учествовала и омладина из свих крајева Југославије на омладинским радним акцијама, од којих је најпознатија била ОРА „Сутјеска“ 1971. године. Године 1973. овде је снимљен филм „Сутјеска“, редитеља Стипе Делића, којим је уз учешће тада познатих светских глумаца, екранизована легендарна битка. У време СФРЈ меморијални комплекс „Долина хероја“ је било познато туристичко место са годишњом посетом од око 30.000 туриста.

## Битка
Битка на Сутјесци, вођена од 15. маја до 15. јуна 1943. године, између Главне оперативне групе Врховног штаба НОВ и ПОЈ и окупаторско-квислиншких снага, на ширем подручју тромеђе Црне Горе, Херцеговине и Босне представља преломну и најтежу битку у Народноослободилачком рату. Циљ ове битке био је уништење главнине снага Народноослободилачке војске Југославије и Врховног штаба НОВ и ПОЈ на челу са Јосипом Брозом Титом, због чега је окупатор у ову битку увео око 127.000 војника (67.000 Немаца, 43.000 Италијана, 2.000 Бугара и око 15.000 квислиншких снага) уз снажну техничку подршку — 170 авиона, осам артиљеријских пукова и велики број тенкова. Партизанске снаге биле су знатно мање, Главна оперативна група НОВЈ имала је укупно 22.148 бораца (19.265 партизана и 2.883 партизанки), од чега је око 3.500 било рањеника.
Током једномесечних, даноноћних борби, најчешће вођених „прса у прса“, Главна оперативна група Врховног штаба НОВ и ПОЈ је успела да се, уз огромне губитке, пробије из окружења и избегне уништење. Суштина партизанског успеха у овој бици је у томе што непријатељ није остварио свој циљ — уништење главнине снага НОВЈ и Врховног штаба. У току битке, приликом бомбардовања партизанских положаја, 9. јуна на Озрену је погинуо капетан Бил Стјуарт, шеф британског Одељења за везу при НОВ и ПОЈ, а лакше је био рањен Врховни командант НОВ и ПОЈ Јосип Броз Тито.
Укупан број погинулих партизана у бици износи — 7.454 бораца (6.946 мушкараца и 597 жена, од којих су њих 352 биле болничарке). Национални састав бораца НОВ и ПОЈ учесника битке био је следећи: Срби — 11.851; Хрвати 5.220; Црногорци — 3.295; Муслимани — 866; Југословени — 757; Јевреји — 74; Словенци — 21 и друге националности 21. Највећи број партизанских бораца био је са подручја Хрватске — 8.925, од чега 5.195 из Далмације, а 2.179 са Баније, затим Босне и Херцеговине — 8.293, Црне Горе — 3.337, Србије — 1.492, Македоније — 21, Словеније — 19 и из иностранства — 38. Нека места држе апсолутне рекорде по броју учесника и броју погинулих у бици: Шибеник — 1.316 бораца, погинуло 787; Сплит — 1.091 борац, погинуло 190; Книн — 586 бораца, погинуло 334; Двор на Уни — 560 бораца, погинуло 267; Дрвар 550 бораца, погинуло 203. Бригаде са највећим бројем погинулих у бици су биле: Друга далматинске ударна бригада — 764 борца; Прва далматинска ударна бригада — 564 бораца; Трећа далматинска ударна бригада — 531 борац; Четврта пролетерска црногорска ударна бригада — 456 бораца; Прва пролетерска ударна бригада — 409 бораца; Пета пролетерска црногорска ударна бригада — 396 бораца, Седма банијска ударна бригада — 365 бораца и Друга пролетерска ударна бригада — 360 бораца.

### Погинули борци и народни хероји
Од укупно 22.148 партизанских бораца, колико је учествовало у бици на Сутјесци, њих 258 је одликовано Орденом народног хероја, као и 16 партизанских бригада које су се посебно истакле у бици. Од 7.454 погинулих бораца њих 45 је проглашено за народне хероје.
Списак истакнутих личности Народноослободилачког покрета и народних хероја, који су погинули током битке на Сутјесци:
| - Вељко Алексић, народни херој - Марко Балетић, народни херој - Хамид Беширевић, народни херој - Душан Бојовић, народни херој - Радош Бојовић, народни херој - Стево Бољевић, народни херој - Раде Вилотијевић, народни херој - Душан Вујачић, народни херој - Душан Вујошевић, народни херој - Ђуро Вујовић Шпанац, народни херој - Василије Ђуровић Вако, народни херој - Веселин Ђуровић Ага, народни херој - Марко Ећимовић, народни херој - Бошко Жунић, народни херој - Вујадин Зоговић, народни херој - Милун Ивановић, народни херој - Војин Катнић, народни херој - Бориша Ковачевић Шћепан, народни херој - Сава Ковачевић, народни херој - Иван Горан Ковачић - Ристо Лекић, народни херој - Шериф Лојо, народни херој - Никола Љешковић, народни херој - Алекса Максимовић, народни херој | - Никола Мараковић Нина, народни херој - Драгутин Мараковић, народни херој - Живан Маричић, народни херој - Станислав Мартиновић, народни херој - Веселин Маслеша, народни херој - Раде Милићевић, народни херој - Сима Милошевић - Шефик Обад, народни херој - Миладин Павличић, народни херој - Војин Палексић, народни херој - Нурија Поздерац - Олга Поповић-Дедијер - Божина Прелевић, народни херој - Јово Радуловић, народни херој - Ненад Ракочевић, народни херој - Момчило Мома Станојловић, народни херој - Владо Томановић, народни херој - Гојко Ујдуровић, народни херој - Рифат Фрењо, народни херој - Авдо Хоџић, народни херој - Миљенко Цвитковић, народни херој - Павле Џевер, народни херој - Милан Шарац, народни херој - Бранко Шурбат Бане, народни херој |

## Фото галерија
- Руинирани хотел „Сутјеска“